# Hohenthurm
Hohenthurm – gmina w Niemczech, w kraju związkowym Saksonia-Anhalt, w powiecie Saale, należąca do wspólnoty administracyjnej Östlicher Saalkreis.
Do 1 lipca 2007 gmina należała do powiatu Saal.

## Geografia
Hohenthurm położony jest ok. 7 km na wschód od Halle (Saale).